# 에이수스 미모 패드 8

에이수스 미모 패드 8(Asus Memo Pad™ 8)은 타이완의 기업 에이수스가 제조한 미들레인지 안드로이드 태블릿 컴퓨터이다. 이 태블릿은 2013년 9월 발표되었으며 2013년 홀리데이 시즌이 끝나기 전에 판매될 것으로 예상되었다. 안드로이드 4.2 (젤리빈)을 탑재하고 있다.
2세대 모델은 2014년 6월 2일 발표되었으며 모델명은 Asus MeMO Pad 8 ME581CL이며 64비트 2.3GHz 인텔 아톰 Z3580 프로세서, 풀 HD 화면(1920×1200 화소 해상도)을 포함하고 있다.

## 1세대 사양
- 8인치 IPS LCD 디스플레이
- 1.6 GHz 쿼드 코어 프로세서
- 1 GB of 랜덤 액세스 메모리
- 5 MP 후방 카메라